# ゲラン
ゲラン (Guerlain) は、フランスの香水・化粧品メーカー。
1828年にピエール フランソワ・パスカル・ゲラン (Pierre François Pascal Guerlain) が、現在のパリ1区リヴォリ通り228番地に店を開いたことに始まる。
皇后ウジェニーに献上した香水「オー・デ・コロン・イムペリアル」 (Eau de Cologne Impériale) により帝室御用達となる。1889年に発表したジッキー (Jicky) が合成香料を用いた近代香水として高い評価を受ける。その後もルール・ブルー (L'Heure Bleue) 、ミツコ (Mitsouko) 、シャリマー (Shalimar)、夜間飛行 (Vol de Nuit) などの香水を出して名声を得た。ゲランはその香水の多くにバカラ社製の香水瓶を用いた。
1912年にシャンゼリゼ通り68番地に店舗を開く。ゲランは4代目調香師のジャン＝ポール・ゲランまでの間、ゲルリナーデ (Guerlinade) と呼ばれる香りの調合法を受け継いで調香を担った。ゲランは創業以来同族経営を行なっていたが、1987年以降はLVMHによる企業買収を受けて1994年にその傘下に入った。2011年時点で約80の国と地域に事業展開している。

## 歴史
| オー・デ・コロン・イムペリアルと「ゴールデンビーボトル」。栓の形状・装飾は1924年に変更があり献上当時の意匠と異なる |  | オー・デ・コロン・イムペリアルと「ゴールデンビーボトル」。栓の形状・装飾は1924年に変更があり献上当時の意匠と異なる |
| オー・デ・コロン・イムペリアルと「ゴールデンビーボトル」。栓の形状・装飾は1924年に変更があり献上当時の意匠と異なる |  | |

1798年、ピエール＝フランソワ＝パスカル・ゲランはフランス北部のピカルディ地方に生まれた。ピエール＝フランソワ＝パスカルは白目細工職人である父との確執で故郷を後にすると渡英して石鹸製造に携わった。また化学と医学を学んだ。1828年、帰仏後のピエール＝フランソワ＝パスカルは伯父が所有する、パリ・リヴォリ通り228番地のオテル・ムーリスに最初のブティックを開いた。ピエール＝フランソワ＝パスカルはイギリスからの輸入石鹸を販売し、また複数の花の香りを用いた香水を調香して上流階級の顧客から支持を集めた。当時は単一の花の香りで生成される香水が主流であり、直接身にまとうのではなくハンカチや手袋・シーツに香りを付けていた。ゲランはフレグランス、スキンケア製品を扱う店として始まった。1830年にボルドーワイン入りのリップクリーム「ボーム・デ・ラ・フェルテ」 (Baume de la Ferté) と、現存の原型となるリキッド状のリップ「リキッド・ローズ・エキストラクト」 (Liquid Rose Extract) を発売した。1840年にはコールドクリーム「ア・ラ・フレーズ・プール・タン」 (Crème à la fraise pour le teint) を発売、オーストリア皇后エリーザベトがこれを愛用したと伝わる。ゲランは1842年にベルギー王妃から御用達許可書を受け、1844年にヴィクトリア女王の御用香水商となるなどヨーロッパの王侯貴族から支持を集めた。ゲランは1844年にパリ・ヴァンドーム広場界隈ラ・ペ通り15番地に店舗を構え、1851年にはロンドンに出店した。ゲランがラ・ペ通りに進出した時期は文献によって異なり、他に1840年・1841年・1848年の記述が見られる。
1853年、ゲランはナポレオン3世の皇后ウジェニーに「オー・デ・コロン・イムペリアル」 (Eau de Cologne Imperiale) を献上した。この香水は1830年に調香した「フルール・ドゥ・セドラ」 (Esprit de Fleurs de Cedrat) をポシェ・エ・デュ・キュルバル社が製作した香水瓶「ゴールデンビーボトル」に封入したものである。シトラス系の香水「オー・デ・ゲラン」 (Eau de Guerlain) を封入していたとの説もある。この香水瓶は帝政様式を持ち、ラ・ペ通りにあるヴァンドーム広場の円柱をモチーフに、ナポレオン3世のシンボルである69のミツバチの意匠を側面に純金を用いて描き散りばめていた。ピエール＝フランソワ＝パスカルはこの香りの成功により帝室御用達調香師の称号を得た。ピエール＝フランソワ・パスカルは1864年に亡くなり、息子であるエメとガブリエルが調香と経営を分業して受け継いだ。ゲランはニキビやニキビ跡の赤みをケアする「クリーム・カンフレア」 (Crème Camphrea) を1870年に、
初めてのスティックタイプのリップ「ヌ・ムブリエ・パ」 (Ne M'oubliez Pas) を1871年に発売した。ゲランはこの時期までにフランスにおける高級香水商の地位を確立した。
| シャンゼリゼの「トルテュ」（左）とルール・ブルーの「ジャンダルム」 |  | シャンゼリゼの「トルテュ」（左）とルール・ブルーの「ジャンダルム」 |
| シャンゼリゼの「トルテュ」（左）とルール・ブルーの「ジャンダルム」 |  |                                                                    |

| シャリマーとヴォル・ドゥ・ニュイ（右） |  | シャリマーとヴォル・ドゥ・ニュイ（右） |
| シャリマーとヴォル・ドゥ・ニュイ（右） |  |                                        |

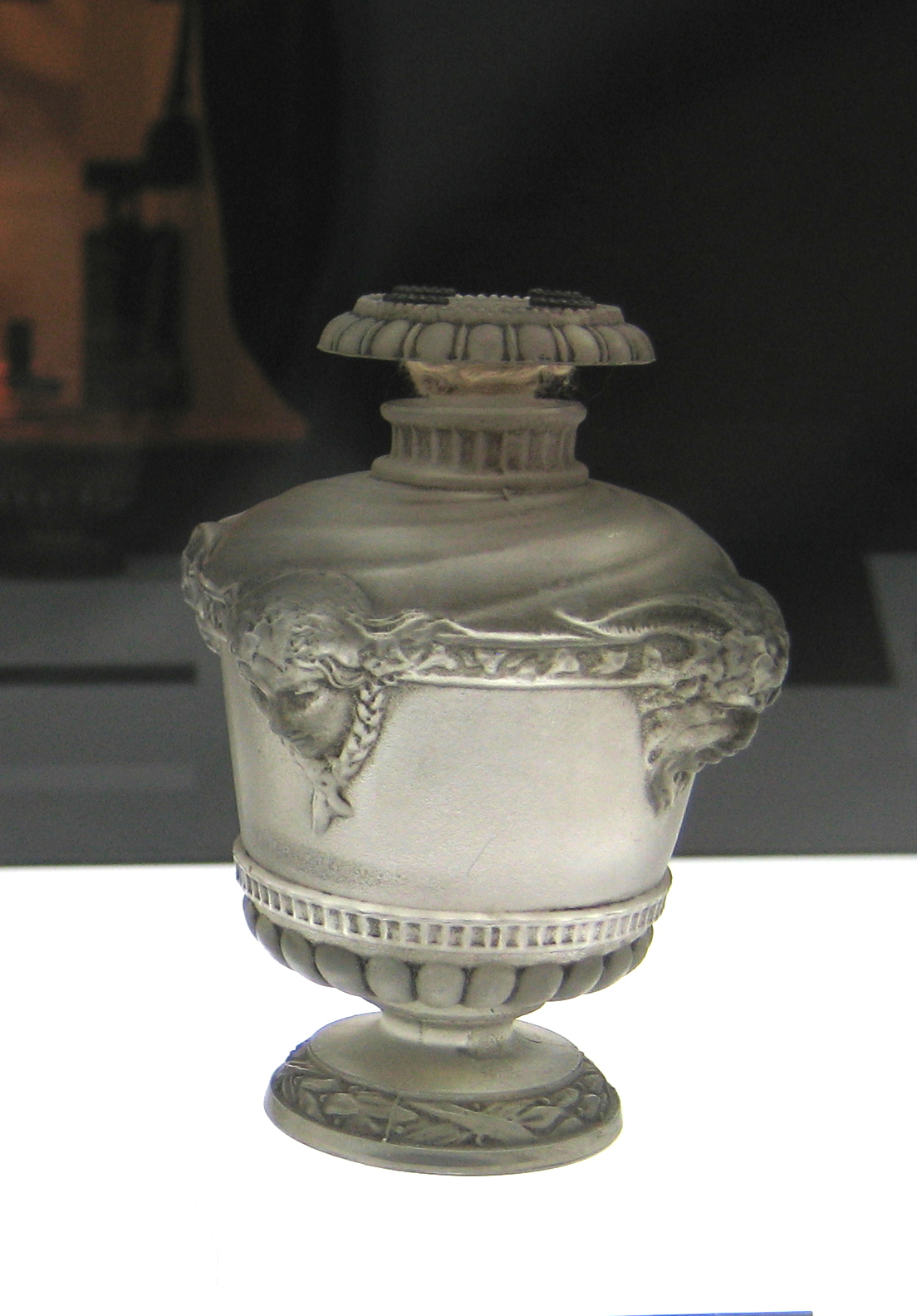
ブーケ・ドュ・フォーヌ
瓶はルネ・ラリックによる製作。噴水をモチーフとし側面に牧神を配置している

1889年、ゲランは「ジッキー」 (Jicky) を発表する。この香水は天然素材と合成香料を加えて創った初期の近代香水である。実際に合成香料を最初に用いた香水は1882年にウビガン社のポール・パルケが作成した「フジュール・ロワイヤル」であるが、ジッキーは天然素材のローズマリー、ベルガモット、ラベンダーなどに加え、合成香料のクマリンとバニリンをわずかに用いたことにより香りの多様な表現に成功して高い評価を受けている。シベットの含まれるジッキーの香りは女性にとって革新的なものであり当初は男性を中心に評価されたが、1910年代に入って女性からの支持をも集めた。フゼア系の香水として知られるジッキーは、エメの甥ジャック・ゲランの愛称・ジッキーから名づけられたとの説と、若かりしエメが英国留学中に恋慕した女性の愛称から名づけられたとの説がある。発売当時は薬瓶を香水瓶として使用したが、後にガブリエルがデザインしたバカラ社製香水瓶を採用した。同年、ゲランはパリ万国博覧会で香水部門を主催して審査委員長を担当、1900年の同博覧会で香水部門のグランプリを獲得した。また1890年にゲランらが全仏香水製造組合を設立して議長にエメが就任、エメの後を受けて3代目調香師となるジャック・ゲランが「オンブル」 (Ambre)　を発表した。エメは1910年に亡くなった。

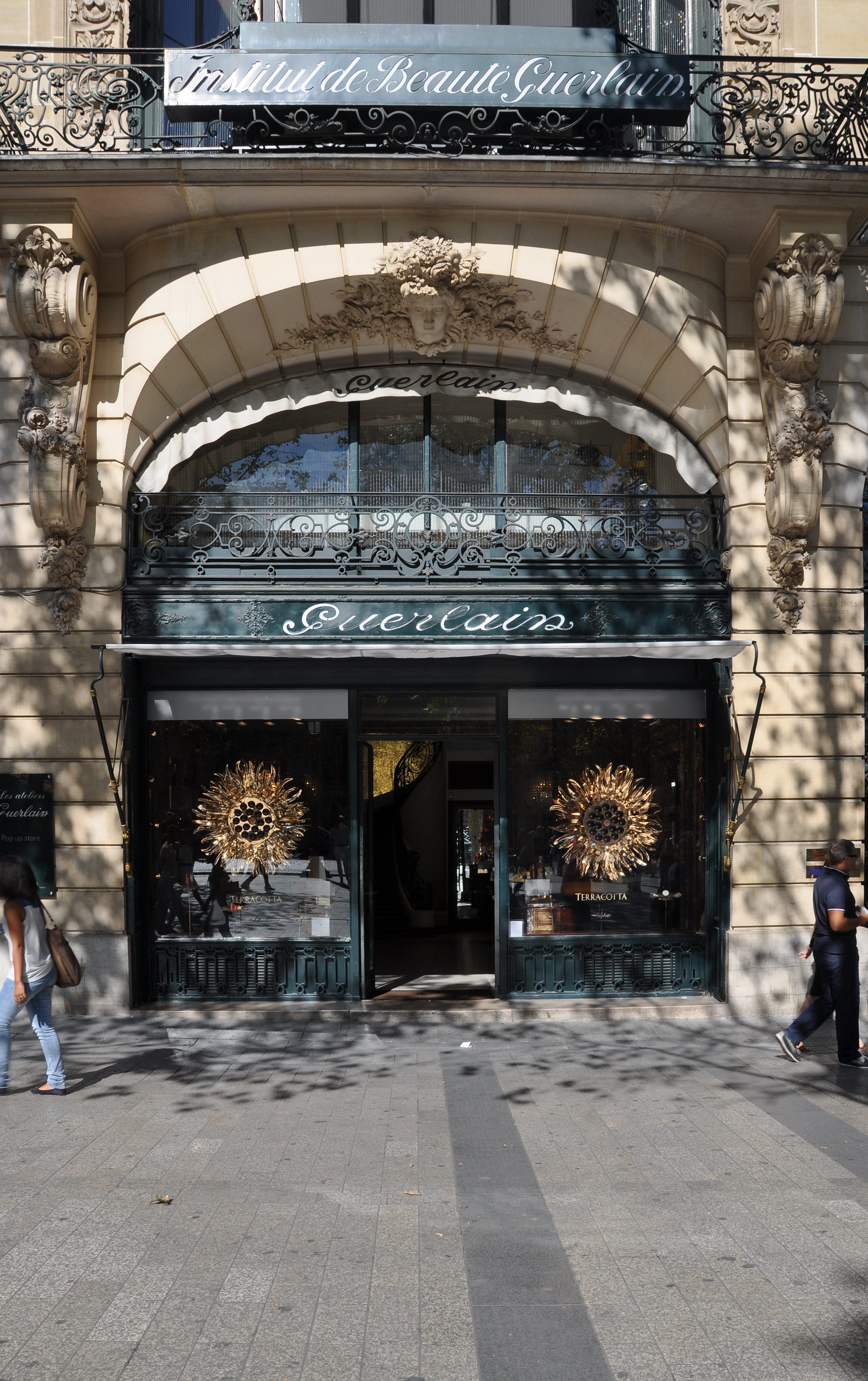
シャンゼリゼ通り68番地の店舗1階外観

1912年、ゲランは「ルール・ブルー」 (L'Heure Bleue) を発表した。青の時を意味する名を持つ、パリの黄昏の空を表現したフローラルオリエンタル系の香水であり、香水瓶にバカラ社製「ジャンダルム」を使用した。この時期に新興の香水商としてフランソワ・コティが台頭し始めていた。コティはルネ・ラリックにデザインを依頼し、彼による香水瓶やパッケージは支持を集めた。香水瓶のデザインと芸術性はコティの登場によりマーケティング上の重要性を高めた。ゲランもこの時期に前後して香水瓶のデザインを変更している。ジッキーの香水瓶にバカラ社製「ギャドリドーブ」を採用し、1904年に発表した香水「シャンゼリゼ」 (Champs-Élysées) には亀甲をモチーフとしたバカラ社製「トルテュ」を採用した。1914年、ゲランはシャンゼリゼ通り68番地に店舗を開いた。第一次世界大戦後の1919年、ゲランは『ラ・バタイユ』の登場人物の名を冠したシプレ系の香水「ミツコ」 (Mitsouko) を発表した。ミツコは1908年に合成されたアルデヒドC14による桃の香りを孕み、ルール・ブルーと同じバカラ社製のジャンダルムを香水瓶とした。ミツコは後年、香料に含まれるアレルゲンの問題により処方に変更がなされている。1925年、ゲランはパリ万国博覧会でオリエンタル系の香水「シャリマー」 (Shalimar) を発表した。多めのエチルバニリンを用いてベルガモット、ローズ、ジャスミンなどの香りを引き立てたこの香水の名はシャリマール庭園に由来、サンスクリット語の愛の殿堂を意味し、レイモンド・ゲランとバカラ社による香水瓶はムガル帝国のストゥーパをモチーフにしている。ゲランはこの万国博覧会で香水部門の審査員長を務めた。シャリマーはオリエンタル系の範となる成功を収め、この後ゲランはアメリカ合衆国に拠点を置いて営業活動を開始した。
1933年、ゲランは「ヴォル・ドゥ・ニュイ」 (Vol de Nuit) を発表。この香水の夜間飛行を意味する名はジャックの友人であるアントワーヌ・ド・サン＝テグジュペリの同名小説から名づけられ、香水瓶は飛行機のプロペラをイメージして放射状に広がる複数の立体的な線形を前面に施した意匠を採用した。1937年には「コック・ドール」 (Coque d'Or) を発表、二枚貝を象るブルーガラス製の瓶全面に黄金の塗色を施す装飾を持たせたバカラ社製香水瓶を採用した。1939年にはシャンゼリゼ通り68番地の店舗3階に美容学校を開業した。ゲランはシャンゼリゼの店舗デザインにインテリアデザイナーのジャン・ミッシェル・フランク、彫刻家のアルベルト・ジャコメッティ、イラストレーターのクリスチャン・ベラールを起用した。
第二次世界大戦後の1955年、ゲランは4代目調香師となる18歳のジャン＝ポール・ゲランが祖父ジャックとの共作を発表、1959年には庭師が発する土と煙草の香りをモチーフに調香した香水「ベチバー」 (Vetiver) を発表した。ジャックは1963年に亡くなった。1969年、ゲランはフローラル系の香水「シャマード」 (Chamade) を発表した。フランス語で熱き鼓動、あるいは籠城した軍が降伏する際に打ち鳴らす太鼓の音を意味する名を冠した、ヒヤシンス、カルバナム、ブラックカラントなどの香りを調和した香水である。この香水にはレイモンド･ゲランが貝殻をモチーフにデザインした香水瓶を採用した。1970年、ゲランは日本に現地法人を設立した。1974年、ジャン＝ポールの父ジャン＝ジャック・ゲランらが調香師の学校であるISIPCA (Institut supérieur international du parfum, de la cosmétique et de l'aromatique alimentaire, 香水・化粧品・食品国際高等学院) を設立した。1960年代以降、アメリカにおける香水の需要が拡大し、また新規参入する業者の増加にしたがって広告戦略の重要性が増していた。ゲランは1970年代以降に積極的な広告戦略を推進した。1984年、ゲランはパウダー「テラコッタ」 (Terracotta) を発売し、パリでヒットを呼んだ。1987年には空から舞い降りる隕石をイメージしたカラーボール状のパウダー「メテオリット」 (Météorites) を発売して好評を得る。同年、ベルナール・アルノーの率いるLVMHがゲランの企業買収を開始した。1989年、ゲランはウッディ系の香水「サムサラ」 (Samsara) を発表した。サンスクリット語の輪廻に由来する名を冠し白檀とジャスミンなどの香りを調和した香水である。ジャン＝ポールによると、サムサラは香りの決定までに309回の処方を要した。従来のゲランは調香師が香りを完成させ、香水瓶を選定して命名し、その後に広告活動を開始する手法を採ってきたが、この香水ではその順序を改め、テーマを東南アジアに決定した後に香りの創作を開始した。この香水には5000万ドルの広告費が投じられた。サムサラが成功を収めた後の時期、ゲランの全世界における売上高は日経産業新聞によると20億フラン (1992年) 、純利益は1億6200万フラン (1993年)であった。
1994年、買収を進めていたLVMHが発行済み株式の58.8％を取得したことにより、ゲラン社は同グループの傘下に入った。1996年にLVMHがゲラン社の発行済み株式を100％取得したことにより、創業者一族のゲラン家は同社の経営から離れた。ジャン＝ポールはその後も社に残り、2002年までゲラン社と雇用関係にあった。
2005年、ゲランはシャンゼリゼ通り68番地の店舗を改装し、地上3階の「メゾン・ド・ゲラン」 (La Maison de Guerlain) が完成した。2008年、ティエリー・ワッサーが5代目調香師に就任した。
なお、1900年代後半から2000年代初頭まで東京都銀座を中心にファッションブランド「銀座ゲルラン」（タグ表記は「GUERLAIN」）を擁し国内各所に店舗展開していたゲルラン商事株式会社（東京都新宿区市谷本村町）・株式会社ゲルラン（東京都中央区銀座５丁目）とは、一切関係ない。

## ゲランと歴代調香師
ゲランは調香技術と才能を継承してフレグランスを創作した。初代ピエール＝フランソワ＝パスカルによる社訓は「首尾一貫してよい物を造り出す。品質に妥協はない。単純なアイデアに固執し、それを慎重に当てはめていくこと」であった。ゲランは天然素材を尊重した処方に拘りを持ち、微かに合成香料を用いた。ゲラン家代々の調香師は香りに女性への尊敬と愛を表現していた。2代目のエメとガブリエル以降は調香と経営を分業する体制を敷いた。ゲラン家は優れた鼻を持つ一族を選び出し教育を施して調香師を育て上げた。4代目ジャン＝ポールは祖父から約3000種の香りを嗅ぎ分ける訓練を施された。ゲランは一族の調香師がゲルリナーデ (Guerlinade) と呼ばれる香りの調合法と処方を受け継ぎ、フレグランスの新しい歴史を刻んだ。LVMHに入った後に従来の処方に変更があったとされる。2000年代に入りゲラン家出身以外の調香師が誕生した。
- 初代：ピエール＝フランソワ＝パスカル・ゲラン (Pierre-François-Pascal Guerlain, 1798年 - 1864年)
- 2 代目：エメ・ゲラン (Aimé Guerlain, 1834年 - 1910年)  - ピエールの息子
- 3 代目：ジャック・ゲラン (Jacques Guerlain, 1874年 - 1963年)  - エメの甥
- 4 代目：ジャン＝ポール・ゲラン (Jean-Paul Guerlain, 1937年 - )  - ジャックの孫
- 5 代目：ティエリー・ワッサー (Thierry Wasser, 1961年 - )

## 主な歴代フレグランス
| 名称                                  | 和名                                               | 年   | 備考                                             |        |
| ------------------------------------- | -------------------------------------------------- | ---- | ------------------------------------------------ | ------ |
| Santeurs des Champs                   | サントゥール・デ・シャン (田園の香り)              | 1828 | ピエール＝フランソワ・パスカル・ゲラン調香       | [ 46 ] |
| Esprit de Fleurs                      | エスプリ・ドゥ・フルール (花の精)                  | 1828 | ピエール＝フランソワ・パスカル・ゲラン調香       | [ 46 ] |
| Esprit de Fleurs de Cedrat            | フルール・ドゥ・セドラ（シトロンの精）             | 1830 | ピエール＝フランソワ・パスカル・ゲラン調香       | [ 47 ] |
| Eau Lustrale                          | オー・リュストラル（澄みきった水）                 | 1830 | ピエール＝フランソワ・パスカル・ゲラン調香       | [ 48 ] |
| Eau de Cologne Russe double imperiale | オーデコロン・リュス・ドゥーブル・イムペリアル     | 1840 | ピエール＝フランソワ・パスカル・ゲラン調香       | [ 48 ] |
| Pois de Senteur                       | ボワ・ドゥ・サンタール（スイートピー）             | 1840 | ピエール＝フランソワ・パスカル・ゲラン調香       | [ 49 ] |
| Eau de Cologne Impériale              | オー・デ・コロン・イムペリアル                     | 1853 | ピエール＝フランソワ・パスカル・ゲラン調香       | [ 10 ] |
| Eau Impériale                         | オー・イムペリアル                                 | 1861 | ピエール＝フランソワ・パスカル・ゲラン調香       | [ 50 ] |
| Eau de Verveine                       | オー・ドゥ・ヴェルヴェーヌ（ヴェルヴェーヌの水）   | 1872 | エメ・ゲラン調香                                 | [ 51 ] |
| New Mown Hay                          | ニュー・モーン・ヘイ（刈りたての藁）               | 1880 | エメ・ゲラン調香                                 | [ 48 ] |
| Eau de Cologne                        | オー・ドゥ・コローニュ                             | 1881 | エメ・ゲラン調香                                 | [ 47 ] |
| Fleurs d'ltalie                       | フルール・ディタリー                               | 1884 | エメ・ゲラン調香                                 | [ 52 ] |
| Rococo                                | ロココ                                             | 1887 | エメ・ゲラン調香                                 | [ 52 ] |
| Jicky                                 | ジッキー                                           | 1889 | エメ・ゲラン調香                                 | [ 53 ] |
| Cuir de Russie                        | キュイール・ドゥ・リュシー (ロシアの皮)            | 1890 | エメ・ゲラン調香                                 | [ 54 ] |
| Excellence                            | エクセランス                                       | 1890 | エメ・ゲラン調香                                 | [ 52 ] |
| Genet                                 | ジュネ（エニシダ）                                 | 1890 | エメ・ゲラン調香                                 | [ 55 ] |
| Belle France                          | ベル・フランス                                     | 1892 | エメ・ゲラン調香                                 | [ 52 ] |
| Ambre                                 | オンブル                                           | 1890 | ジャック・ゲラン調香                             | [ 52 ] |
| Peau d'Espagne                        | ポー・デスパーニュ（スペインの皮）                 | 1893 | ジャック・ゲラン調香                             | [ 51 ] |
| RITA                                  | リタ                                               | 1893 | ジャック・ゲラン調香                             | [ 56 ] |
| Le Jarden de Mon Cure                 | ジャルダン・ドゥ・モンキュレ                       | 1895 | ジャック・ゲラン調香                             | [ 52 ] |
| Vetiver                               | ヴェチヴェル                                       | 1895 | ジャック・ゲラン調香                             | [ 51 ] |
| Eau de Rose                           | オー・ドゥ・ローズ（バラ水）                       | 1895 | ジャック・ゲラン調香                             | [ 51 ] |
| Voila pourquoi j'aimais Rosine        | ヴォワラ・プークワ・ジャメ・ロジーヌ               | 1900 | ジャック・ゲラン調香                             | [ 52 ] |
| Fleur Qul Meurt                       | フルール・キ・ムール                               | 1901 | ジャック・ゲラン調香                             | [ 52 ] |
| Bon Vieux Temps                       | ボン・ビュー・トン                                 | 1902 | ジャック・ゲラン調香                             | [ 52 ] |
| Extra-Dry                             | エクストラ・ドライ                                 | 1904 | ジャック・ゲラン調香                             | [ 51 ] |
| Voilette de Madame                    | ヴォワレット・ドゥ・マダム                         | 1904 | ジャック・ゲラン調香                             | [ 52 ] |
| Le Mouchoir de Monsieur               | ル・ムッシュワール・ドゥ・ムッシュー               | 1904 | ジャック・ゲラン調香                             | [ 52 ] |
| Champs-Élysées                        | シャンゼリゼ                                       | 1904 | ジャック・ゲラン調香                             | [ 52 ] |
| Apres L'Onde                          | アプレ・ロンデ (にわか雨の後)                      | 1906 | ジャック・ゲラン調香                             | [ 52 ] |
| Sillage                               | シャージュ                                         | 1907 | ジャック・ゲラン調香                             | [ 52 ] |
| Muget                                 | ミュゲ                                             | 1908 | ジャック・ゲラン調香                             | [ 52 ] |
| Une Rose                              | ユンヌ・ローズ                                     | 1908 | ジャック・ゲラン調香                             | [ 52 ] |
| Rue de la Paix                        | リュ・ドゥ・ラ・ペ                                 | 1908 | ジャック・ゲラン調香                             | [ 52 ] |
| Le Jardin De Mon Cure                 | ル・ジャルダン・ドゥ・モン・キュレ（私の司祭の庭） | 1910 | ジャック・ゲラン調香                             | [ 57 ] |
| Quand vient l'été                     | カンビアン・ラテ                                   | 1910 | ジャック・ゲラン調香                             | [ 52 ] |
| Pour Troubler                         | プール・トゥルブレ                                 | 1911 | ジャック・ゲラン調香                             | [ 52 ] |
| Kadine                                | カディーン                                         | 1911 | ジャック・ゲラン調香                             |        |
| L'Heure Bleue                         | ルール・ブルー (蒼色の時)                          | 1912 | ジャック・ゲラン調香                             | [ 58 ] |
| Fol Arome                             | フォラローム                                       | 1912 | ジャック・ゲラン調香                             | [ 59 ] |
| Jasmiralda                            | ジャスミラルダ                                     | 1912 | ジャック・ゲラン調香                             | [ 60 ] |
| Canard                                | カナール（鴨）                                     | 1914 | ジャック・ゲラン調香                             | [ 61 ] |
| Vague Souvenir                        | ヴァーグ・スーヴニール（曖昧な記憶）               | 1916 | ジャック・ゲラン調香                             | [ 62 ] |
| Mitsouko                              | ミツコ                                             | 1919 | ジャック・ゲラン調香                             | [ 63 ] |
| Eau de Fleurs de Cedrat               | オー・デ・フルール・ド・セドラ                     | 1920 | ジャック・ゲラン調香                             | [ 52 ] |
| Guerlinade                            | ゲルリナーデ                                       | 1922 | ジャック・ゲラン調香                             | [ 52 ] |
| Bouquet de Faunes                     | ブーケ・ドュ・フォーヌ (牧神の花束)                | 1922 | ジャック・ゲラン調香、香水瓶はルネ・ラリック製作 | [ 52 ] |
| Candide Effluve                       | カンディド・エフルーヴ                             | 1924 | ジャック・ゲラン調香                             | [ 52 ] |
| Shalimar                              | シャリマー                                         | 1925 | ジャック・ゲラン調香                             | [ 65 ] |
| Vega                                  | ベガ                                               | 1926 | ジャック・ゲラン調香                             | [ 52 ] |
| DJEDI                                 | ジェディ                                           | 1927 | ジャック・ゲラン調香                             | [ 52 ] |
| Liu                                   | リゥ                                               | 1929 | ジャック・ゲラン調香                             | [ 52 ] |
| Vol de Nuit                           | ヴォル・ドゥ・ニュイ (夜間飛行)                    | 1933 | ジャック・ゲラン調香                             | [ 66 ] |
| Sous Levent                           | スール・ヴァン                                     | 1933 | ジャック・ゲラン調香                             | [ 52 ] |
| A Travers Champs                      | ア・トラヴェル・シャン（野を越えて）               | 1933 | ジャック・ゲラン調香                             | [ 67 ] |
| Guerlarose                            | ゲラローズ                                         | 1934 | ジャック・ゲラン調香                             | [ 68 ] |
| Coque d'Or                            | コック・ドール (金色のリボン)                      | 1937 | ジャック・ゲラン調香                             | [ 52 ] |
| Atuana                                | アトゥアナ                                         | 1952 | ジャック・ゲラン調香                             | [ 69 ] |
| Ode                                   | オード                                             | 1955 | ジャン＝ポール・ゲラン最初の調香、ジャックと共作 | [ 52 ] |
| Vetiver                               | ベチバー                                           | 1959 | ジャン＝ポール・ゲラン調香                       | [ 71 ] |
| Chant D'Aromes                        | シャン・ダローム                                   | 1962 | ジャン＝ポール・ゲラン調香                       | [ 52 ] |
| Habit Rouge                           | アビ・ルージュ(赤い乗馬服)                         | 1965 | ジャン＝ポール・ゲラン調香                       | [ 52 ] |
| Chamade                               | シャマード                                         | 1969 | ジャン＝ポール・ゲラン調香                       | [ 72 ] |
| Eau de Guerlain                       | オー・デ・ゲラン                                   | 1974 | ジャン＝ポール・ゲラン調香                       | [ 52 ] |
| Parure                                | パリュール                                         | 1975 | ジャン＝ポール・ゲラン調香                       | [ 52 ] |
| First                                 | ファースト                                         | 1976 | ジャン＝ポール・ゲラン調香                       | [ 73 ] |
| Silences                              | サイエンス                                         | 1978 | ジャン＝ポール・ゲラン調香                       | [ 73 ] |
| Nahéma                                | ナエマ                                             | 1979 | ジャン＝ポール・ゲラン調香                       | [ 74 ] |
| Jardins de Bagatelle                  | ジャルダン・バガテール                             | 1983 | ジャン＝ポール・ゲラン調香                       | [ 52 ] |
| Derby                                 | ダービー                                           | 1985 | ジャン＝ポール・ゲラン調香                       | [ 52 ] |
| Samsara                               | サムサラ                                           | 1989 | ジャン＝ポール・ゲラン調香                       | [ 75 ] |
| Héritage                              | エリタージュ                                       | 1992 | ジャン＝ポール・ゲラン調香                       | [ 52 ] |
| Petit Guerlain                        | プティ・ゲラン                                     | 1994 | ジャン＝ポール・ゲラン調香                       | [ 52 ] |
| Un Air de Samsara                     | エール・ド・サムサラ                               | 1995 | ジャン＝ポール・ゲラン調香                       | [ 52 ] |
| Champs-Élysées                        | シャンゼリゼ                                       | 1996 | ジャン＝ポール・ゲラン調香                       | [ 52 ] |
| Guerlinade                            | ゲルリナーデ                                       | 1998 |                                                  |        |
| Belle Epoque                          | ベルエポック                                       | 1999 |                                                  |        |
| Cherry Blossom                        | チェリーブロッサム                                 | 1999 | ジャン＝ポール・ゲラン調香                       |        |
| Aqua Allegoria                        | アクア・アレゴリア                                 | 1999 | ジャン＝ポール・ゲラン他調香                     | [ 76 ] |
| Météorites                            | メテオリット                                       | 2000 |                                                  |        |
| L'Instant Guerlain                    | ランスタン・ゲラン(ゲランの瞬間)                   | 2003 | モーリス・ルーセル調香                           | [ 77 ] |
| Insolence                             | アンソレンス                                       | 2006 | モーリス・ルーセル調香                           | [ 77 ] |
| Guerlain Homme                        | ゲラン・オム                                       | 2008 | ティエリー・ワッサー調香                         |        |
| Idylle                                | イディール                                         | 2009 | ティエリー・ワッサー調香                         |        |
| La Petite Robe Noire                  | ラ・プティット・ローブ・ノワール                   | 2012 | ティエリー・ワッサー調香                         |        |
| L'HOMME IDEAL                         | ロムイデアル                                       | 2014 | ティエリー・ワッサー調香                         |        |
| Mon Guerlain                          | モン・ゲラン                                       | 2017 | ティエリー・ワッサー調香                         |        |